# しまなみ海運
しまなみ海運（しまなみかいうん）は、広島県三原市城町に本社を置く海運会社である。同県尾道市因島土生町の土生商船と同じ場所に因島営業所を置いている。

## 沿革
- 1989年（平成元年） - 三原回槽株式会社として、因島と三原間の高速船、フェリーの切符販売、回槽業務を開始。
- 1999年（平成11年） - しまなみ海運株式会社へ商号変更。
- 2007年（平成19年） - 労働者派遣事業（電気配線工事、船舶艤装工事）を開始。
- 2009年（平成21年）
  - 高速船 竹原〜大長間の一般旅客定期航路事業が認可、運航開始。
  - フェリー 明石〜小長間の一般旅客定期航路事業が認可、運航開始。
- 2015年（平成27年） - 須波航路サービスの須波〜沢航路を譲受け。
- 2017年（平成29年） - 須波〜沢航路を弓場汽船へ譲渡。
- 2025年（令和7年）3月31日 - 竹原〜大長航路の運航休止[2]。

## 現在の航路
高速船

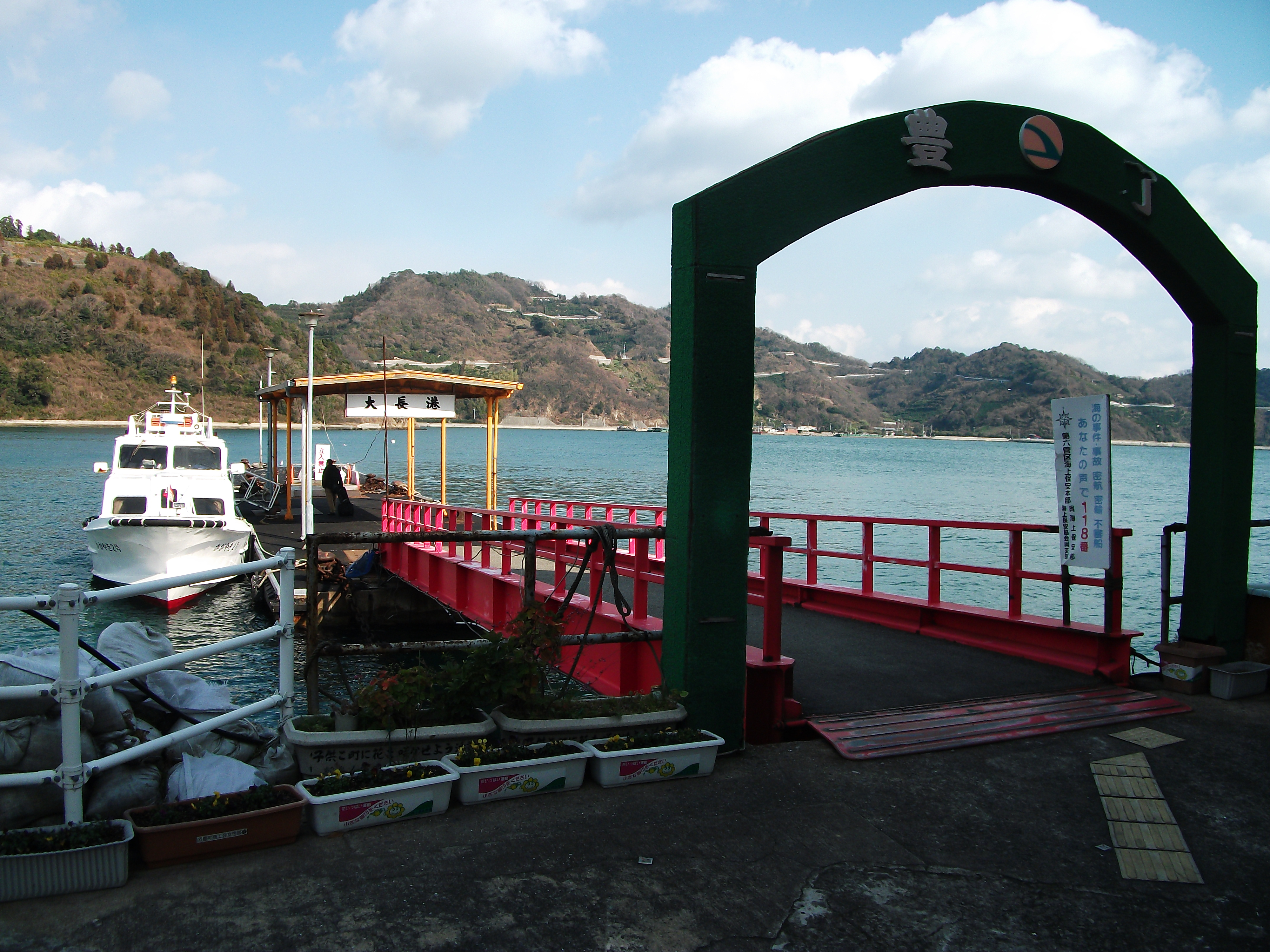
大長港に停泊中の高速船

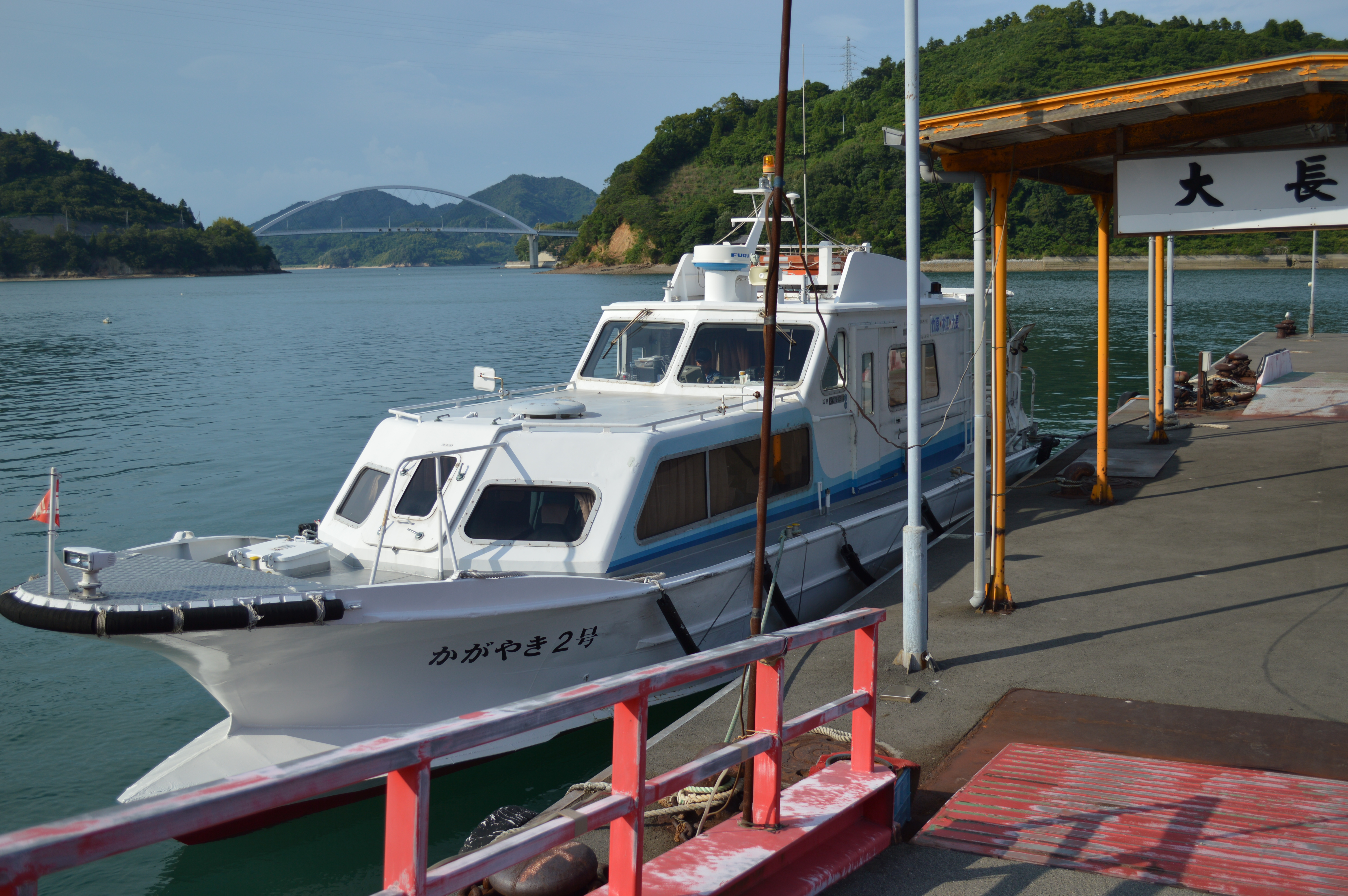
大長港に停泊中の大崎上島（明石港）-大崎下島（小長港）間高速船

- 竹原港 - めばる - 一貫目 - 天満 - 沖浦 - 明石 - 大長（大崎下島）

御手洗地区へ寄港する便もある。「めばる」から「明石」までが大崎上島。
2009年（平成21年）3月末まで山陽商船が運航していた航路を、同年4月1日から引き継いだ。
フェリー
- 明石（大崎上島）- 小長（大崎下島）

2009年10月末まで山陽商船が運航していた航路を、同年11月1日から引き継いだ。
2022年（令和4年）12月に2023年5月末での廃止届を提出していたが、2023年3月に廃止撤回の方針が示された。

## 過去の航路
- 須波港（三原市）- 沢港（生口島）

2015年9月末まで須波航路サービスが運航していた航路を、同年10月1日から引き継いだが、佐木島航路の再編を経て、2022年現在は弓場汽船の運航となっている。

## 船舶

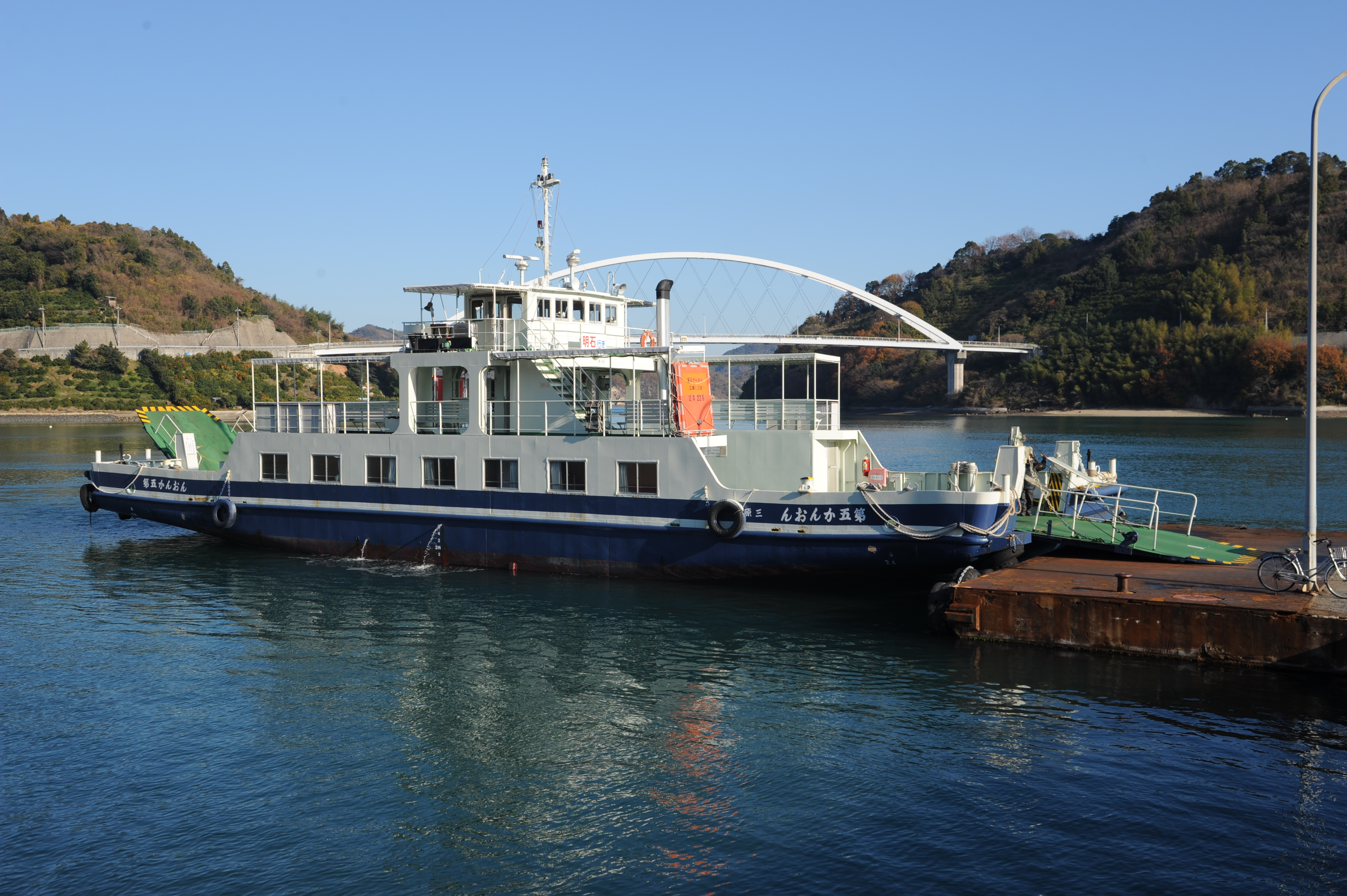
第五かんおん (小長港)

- かがやき2号（高速船）[10]

1999年（平成11年）9月進水、神原海洋開発建造。
14総トン、全長14.45m、型幅3.60m、型深さ1.60m、ディーゼル2基、機関出力720ps、航海速力26ノット、旅客定員50名。
- 第五かんおん（フェリー）[11][12]

1987年（昭和62年）7月竣工、臼杵鉄工所建造、元大入島観光フェリー所有の「第五大入島」。
135総トン、全長32.78m、型幅10.00m、型深さ3.00m、ディーゼル、機関出力440ps、航海速力8.5ノット、旅客定員95名。